# Echooka
La rivière Echooka est un cours d'eau d'Alaska, aux États-Unis situé dans le borough de North Slope. C'est un affluent de la rivière Ivishak, elle-même affluent de la rivière Sagavanirktok.

## Description
Longue de 74 milles (119 km), elle prend sa source à l'issue d'un glacier de la chaîne Brooks et coule en direction du nord-ouest pour rejoindre la rivière Ivishak à 8 milles (13 km) de son confluent avec la rivière Sagavanirktok.
Son nom eskimo, qui signifie aile lui a été donné en 1951 par A.S. Keller et R.L. Ditterman, de l'United States Geological Survey.

## Sources
- (en) « Echooka », Geographic Names Information System